# 劉依一
劉 依一（簡体字：刘 依一、拼音：Liú Yīyī、リュウ イーイー、2000年12月25日 -）は、中国出身の女子プロゴルファー。アメリカでの登録名はMary Liu
2000年12月25日陝西省西安市生まれ。JLPGA92期生。

## 略歴
父親の勧めで6歳からゴルフをはじめる。ジュニア時代には、中国代表として何度も試合に出場。2018年に中国でプロ入り。2年目には、CTBCレディスクラシックで初優勝を果たし、賞金ランキングも5位に飛躍した。2020年、活躍の場を海外に求めて、日本のプロテストに挑戦し、合格。日本では一打足らずの予選落ちが続くなど、目立った成績は残せなかったが、2023年USLPGAのQスクールを受験し出場権を獲得。アメリカでの2024年シーズンはランク105位でシード権獲得はならずも、同年のQスクールで19位に入り、2025年のツアーライセンスを取得。

## 出来事
2022年の日本のQTにエントリーしたが、レジストリーミスにより失格。その後日本ツアーへのエントリーはない。